# Шмаров, Павел Дмитриевич
Павел Дмитриевич Шмаров (при рождении — Шмыров, фр. Paul Chmaroff; 10 (22) сентября 1874, Воронеж, Российская империя — 2 июля 1950, Булонь-Бийанкур, Франция) — русский живописец и график, последователь символизма, заметная фигура среди петербургских художников времён Серебряного века, в последующем — эмигрант первой волны. Академик Императорской Академии художеств (с 1916).

## Биография
Родился 10 (22) сентября 1874 года в Воронеже в семье мастерового экипажного цеха (по другим данным — в крестьянской семье).
В 1886—1890 годах учился в Воронежском уездном училище и одновременно брал частные уроки рисования у Л. Г. Соловьева. В 1894 году поступил вольнослушателем в петербургское Высшее художественное училище при Академии художеств; занимался в мастерской И. Е. Репина; зимой 1897–1898 годов, ешё будучи учеником ВХУ, посещал частную школу Антона Ажбе в Мюнхене. В 1898 году Шмаров получил первую премию Общества поощрения художеств за картину «Асфальтовщики». В 1899 году за картину «Горе побежденным» (находилась в музее Академии художеств, в 1930 году была отправлена в Череповецкий художественный музей) был удостоен золотой медали и права пенсионерской поездки за границу, которым воспользовался в 1900—1902 годах, побывав в Вене, Риме, Флоренции, Мюнхене, Париже (здесь посещал мастерскую Ж.-П. Лоранса). В 1904 году Шмаров путешествовал с Б. М. Кустодиевым по Испании. По возвращении — жил в Санкт-Петербурге.
В 1912 году по предложению И. Е. Репина и В. А. Беклемишева был выдвинут на звание академика, однако члены Академии художеств при голосовании выступили против и Шмаров стал академиком только при повторном выдвижении в 1916 году.
Экспонировал свои работы на выставках МОЛХ (1898, 1899), Товарищества художников (1915), ТПХВ (1914, 1915, 1916, 1917). В этот же период, когда шла Первая мировая война, Шмаров выезжал на фронт, где исполнил 30 рисунков на темы войны, опубликованные затем в журналах «Аргус», «Огонек», «Нива». В 1922 году экспонировался на 16-й выставке «Союза русских художников».
В 1923 году, без какой-либо внятной мотивации, Шмаров эмигрировал из России. Около двух лет провёл в Риме, а в конце 1924 года поселился в Париже, где жил и работал  оставшуюся жизнь. Первая его персональная выставка во Франции состоялась в 1928 году в парижской галерее «Шарпантье», а одно из показанных на ней полотен — «Купание» — было приобретено Люксембургским музеем. Участвовал в Весенних салонах (1933, 1936) и салоне Общества французских художников (до 1939), в выставках русского искусства в Брюсселе (1928), Белграде (1930), Берлине (1930), Париже (1931 и 1932) и Праге (1935). С 1933 был членом Союза деятелей русского искусства во Франции.
Умер 2 июля 1950 года. Был похоронен на кладбище Пьер Гренье в парижском пригороде Булонь-Бийянкур; могила упразднена.
В 1955 году вдова и друзья художника провели ретроспективную выставку в галерее «Шарпантье».

## Труды
Произведения художника находятся во многих государственных и частных собраниях за рубежом и в России, среди них — Русский музей в Санкт-Петербурге и Музей русского импрессионизма в Москве (автопортрет 1948 года), Воронежский областной художественный музей имени И. Н. Крамского.